# Caleb Folan
Caleb Colman Folan, né le 26 octobre 1982 à Leeds, est un footballeur international irlandais qui évolue au poste d'attaquant.
Il possède également la nationalité britannique.